# Mock-up
Ne doit pas être confondu avec Mashup.

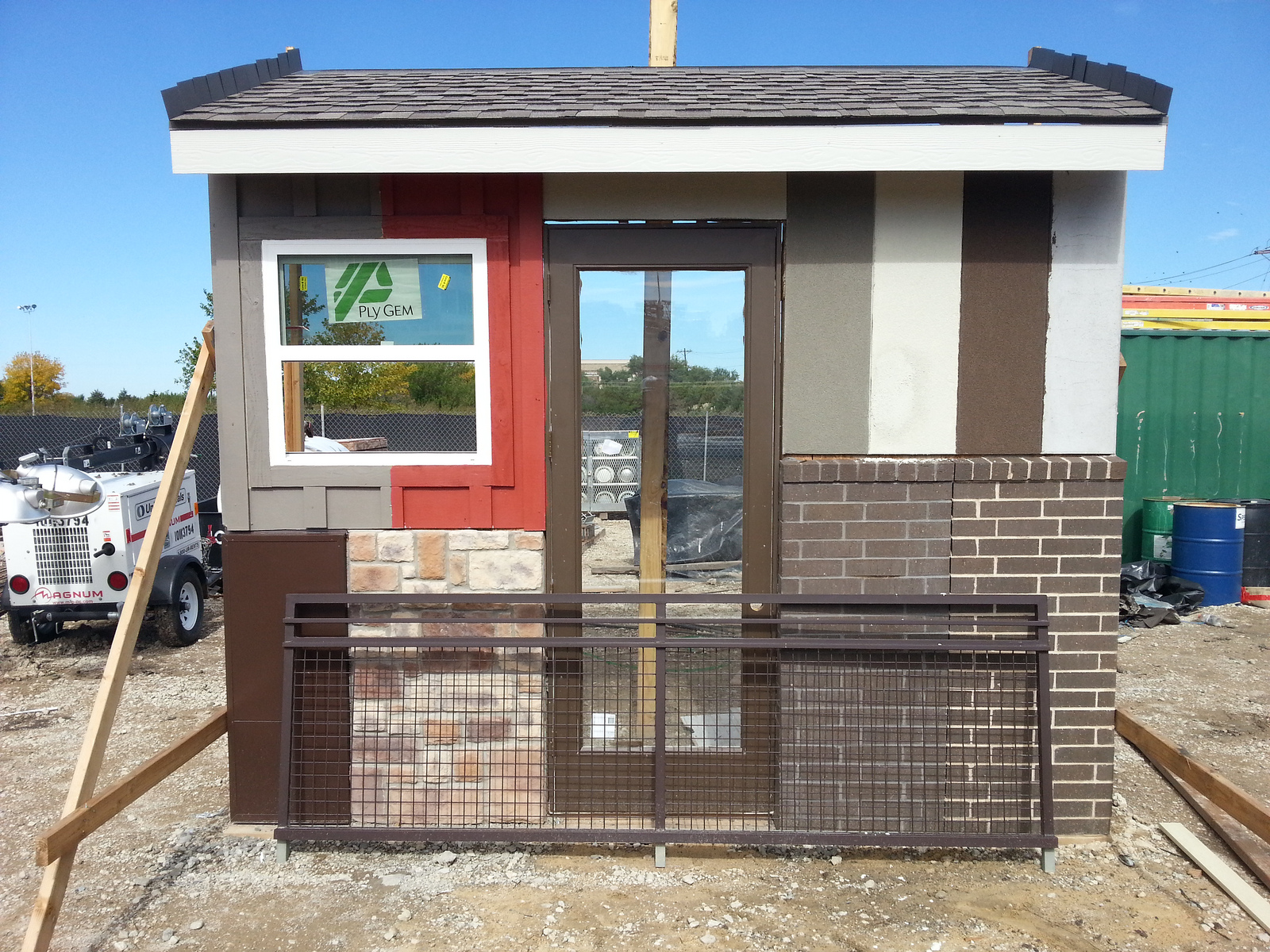
Une maison en mock-up visuel

En informatique, le terme mock-up (qui vient du même mot anglais qui signifie une maquette à l'échelle 1:1) désigne un prototype d'interface utilisateur. Un mock-up a ainsi pour rôle de présenter les idées sur l'utilisation d'un logiciel.
Du point de vue matériel, un mock-up se caractérise par le fait d'être un modèle visuel esthétique, fixe ou sous forme de vidéo, qui peut être modifié aux fins de personnalisation, souvent des textes.